# The Truth About Love (Pink)
The Truth About Love è il sesto album in studio della cantautrice statunitense Pink, pubblicato il 18 settembre 2012 dalla RCA Records.
L'album ha ricevuto recensioni generalmente positive dalla critica musicale, che ha lodato la direzione musicale di Pink, mescolando nel progetto il pop rock con sonorità dance pop ed elettropop, e affrontando le tematiche del matrimonio, la monogamia e l'esplorazione della sessualità femminile. Il progetto è stato candidato al Grammy Award al miglior album pop vocale. 
The Truth About Love ha ottenuto ampio successo commerciale, vendendo oltre 7 milioni di copie globalmente. L'album ha esordito in testa alla Billboard 200 statunitense, oltre che alle classifiche di Australia, Canada, Germania, Nuova Zelanda, Svezia, Svizzera, e nelle prime dieci posizioni di altre venti classifiche di vendita. I progetto è stato inoltre sostenuto dai singoli Blow Me (One Last Kiss), Try, Just Give Me a Reason e True Love e dal The Truth About Love Tour (2013-2014), che ha incassato 183 milioni di dollari al suo termine. 

## Antefatti
L'11 ottobre 2011, il gruppo "RCA Music" annunciò la chiusura della "Jive Records", insieme a Arista Records e J Records, e che tutti gli artisti segnati con tali etichette avrebbero in futuro lavorato sotto la "RCA Records", di proprietà della "Sony Music Entertainment". Nel 2011, Joe Riccitelli, un amministratore dell'etichetta, affermò che Pink si stava preparando per registrare il suo sesto album in studio per pubblicarlo a settembre 2012. La conferma dalla cantante arrivò il 29 febbraio 2012 che, tramite il suo account ufficiale Twitter, confermò di essere in fase di scrittura.
Il 19 giugno 2012, tramite un video caricato su Twitter, la cantante annunciò che il primo singolo estratto dall'album sarebbe stato il brano Blow Me (One Last Kiss), inizialmente programmato per il 9 luglio; Il brano però trapelò una settimana prima del giorno stabilito, così l'etichetta decise di farlo uscire prima, il 2 luglio. Il 4 luglio 2012, Pink svelò il titolo dell'album: The Truth About Love.

## Promozione

### Singoli
Il primo singolo apripista dell'album è stato Blow Me (One Last Kiss), una up-tempo pop rock e dance-pop, con influenze dance, prodotta da Greg Kurstin, pubblicato il 3 luglio 2012, il brano ha ricevuto buone valutazioni, sia dalla critica musicale sia dal pubblico.ù È comparsa nella classifica dei singoli australiana nel weekend del 16 luglio 2012 alla posizione 1; ha debuttato alla posizione 8 della Top40 in Nuova Zelanda e alla posizione 13 della classifica Billboard Hot 100 del Canada. In Irlanda il brano ha debuttato alla posizione 23 della Irish Singles Chart, mentre negli Stati Uniti, nella sua seconda settimana di presenza, ha raggiunto la posizione 9 della Billboard Hot 100.
Il secondo singolo è Try, pubblicato nelle radio australiane 6 settembre 2012, giusto prima della prima performance della cantante all'iTunes Festival e ai successivi American Music Award.
Come terzo singolo è stato scelto Just Give Me a Reason, un video per la canzone è già stato registrato ed è uscito sul canale YouTube il 5 febbraio 2013. Ancora prima dell'uscita del pezzo come singolo, la canzone ha debuttato alla 106ª posizione della Billboard Hot 100 e in posizione 67 delle classifica di iTunes.
Il 30 giugno 2013 è uscito True Love, il quarto singolo che vede il duetto con la cantante inglese Lily Allen.
Gli ultimi due singoli estratti sono stati Walk of Shame, pubblicato il 25 settembre 2013 e Are We All We Are, pubblicato il 31 ottobre 2013 (Quest'ultimo già pubblicato come singolo promozionale il 19 novembre 2012 per le stazioni radio australiane).

## Tracce
1. Are We All We Are – 3:37 (Pink, Butch Walker, John Hill, Emile Haynie)
2. Blow Me (One Last Kiss) – 4:16 (Pink, Greg Kurstin)
3. Try – 4:07 (busbee, Ben West)
4. Just Give Me a Reason (feat. Nate Ruess) – 4:02 (Pink, Jeff Bhasker, Nate Ruess)
5. True Love (feat. Lily Allen) – 3:50 (Pink, Greg Kurstin, Lily Allen)
6. How Come You're Not Here? – 3:12 (Pink, Greg Kurstin)
7. Slut Like You – 3:41 (Pink, Max Martin, Shellback)
8. The Truth About Love – 3:48 (Pink, Billy Mann, David Schuler)
9. Beam Me Up – 4:27 (Pink, Billy Mann)
10. Walk of Shame – 2:41 (Pink, Greg Kurstin)
11. Here Comes the Weekend (feat. Eminem) – 4:24 (Pink, Marshall Mathers, Khalil-Abdul Rahman, Erik Alcock, Paul Intson, Liz Rodrigues)
12. Where Did the Beat Go? – 4:18 (Pink, Billy Mann, Steve Daly, Jon Keep)
13. The Great Escape – 4:24 (Pink, Dan Wilson)

Edizione deluxe
1. My Signature Move – 3:44 (Pink, Butch Walker, Jacob S. Sinclair)
2. Is This Thing On? – 4:21 (Pink, Butch Walker, Jacob S. Sinclair)
3. Run – 4:11 (Pink, Butch Walker, Jacob S. Sinclair)
4. Good Old Days – 4:02 (Pink, Billy Mann, David Schuler)

iTunes bonus tracks
1. Chaos & Piss – 3:59 (Pink, Eg White)
2. Timebomb – 3:34 (Pink, Greg Kurstin)

Bonus track edizione giapponese
1. The King Is Dead But the Queen is Alive – 3:44 (Pink, Billy Mann, Butch Walker, Niklas Olovson, Robin Lynch)

## Successo commerciale
In appena 3 mesi dall'uscita, l'album ha venduto 776 000 copie negli Stati Uniti.

## Classifiche

### Classifiche internazionali
| Classifica (2012) | Posizione massima |
| ----------------- | ----------------- |
| Australia         | 1                 |
| Austria           | 1                 |
| Belgio (Fiandre)  | 3                 |
| Belgio (Vallonia) | 4                 |
| Canada            | 1                 |
| Danimarca         | 4                 |
| Finlandia         | 4                 |
| Francia           | 4                 |
| Germania          | 1                 |
| Giappone          | 49                |
| Irlanda           | 3                 |
| Italia            | 4                 |
| Messico           | 30                |
| Norvegia          | 7                 |
| Nuova Zelanda     | 1                 |
| Paesi Bassi       | 3                 |
| Polonia           | 24                |
| Portogallo        | 8                 |
| Regno Unito       | 2                 |
| Spagna            | 10                |
| Stati Uniti       | 1                 |
| Svezia            | 1                 |
| Svizzera          | 1                 |
| Ungheria          | 3                 |

### Classifiche di fine anno
| Classifica (2012)              | Posizione |
| ------------------------------ | --------- |
| Australia                      | 1         |
| Belgio (Fiandre)               | 63        |
| Belgio (Vallonia)              | 65        |
| Canada                         | 24        |
| Danimarca                      | 59        |
| Francia                        | 53        |
| Germania                       | 13        |
| Italia                         | 91        |
| Nuova Zelanda                  | 12        |
| Paesi Bassi                    | 41        |
| Regno Unito                    | 12        |
| Russia                         | 39        |
| Stati Uniti                    | 37        |
| Svezia                         | 71        |
| Svizzera                       | 9         |
| Classifica di fine anno (2013) | Posizione |
| Belgio (Fiandre)               | 24        |
| Belgio (Vallonia)              | 56        |
| Canada                         | 3         |
| Irlanda                        | 12        |
| Italia                         | 35        |
| Nuova Zelanda                  | 4         |
| Paesi Bassi                    | 9         |
| Regno Unito                    | 20        |
| Stati Uniti                    | 8         |
| Svizzera                       | 4         |

### Classifiche di fine decennio
| Classifica (2010-19) | Posizione |
| -------------------- | --------- |
| Australia            | 6         |